# Фройдентал, Дейв
Дэвид Дуэйн «Дейв» Фройдентал (англ. David Duane «Dave» Freudenthal, 12 октября 1950, Термополис, Вайоминг) — американский политик, представляющий Демократическую партию. 31-й губернатор штата Вайоминг с 2003 по 2011 год.

## Биография
Дейв Фройдентал родился в Термополисе, округ Хот-Спрингс в северо-центральной части штата Вайоминг. Он был седьмым из восьми детей и вырос на ферме к северу от города. В 1973 году Фройдентал получил степень бакалавра экономики в Амхерст-колледже. После окончания обучения он работал экономистом в департаменте по экономическому планированию и развитию, а позже стал директором по государственному планированию при губернаторе Эдгаре Хершлере.
В 1980 году Фройдентал получил диплом юриста в юридическом колледже Вайомингского университета и открыл частную практику. В 1994 году, по рекомендации тогдашнего губернатора Майкла Салливана, он был назначен федеральным прокурором. На этой должности он работал до мая 2001 года.
На губернаторских выборах в ноябре 2002 года Фройдентал обошёл кандидата от Республиканской партии Эли Бебута, набрав 49,96 % голосов против 47,92 % у соперника. 7 ноября 2006 года он был переизбран на второй срок, победив республиканца Рэя Ханкинса (69,89 % и 29,97 % голосов соответственно). 4 марта 2010 года Фройдентал объявил, что не будет баллотироваться на третий срок.
В июне 2011 года Фройдентал стал главным юрисконсультом по вопросам окружающей среды и природных ресурсов в международной юридической фирме Cowell & Moring LLC.

### Личная жизнь
Дейв Фройдентал женат на Нэнси Фройдентал, уроженке города Коди, работающей федеральным судьёй окружного суда Вайоминга. У них четверо детей: Дональд, Хиллари, Брет и Кэти.